# Newtonia
Pour les articles homonymes, voir Newtonia (homonymie).
Genre
Newtonia est un genre de passereaux de la famille des Vangidae. Il regroupe quatre espèces de newtonies.

## Répartition
Ce genre est endémique de Madagascar,,,.

## Liste alphabétique des espèces
Selon la classification de référence du Congrès ornithologique international (version 8.2, 2018) :
- Newtonia amphichroa Reichenow, 1891 — Newtonie sombre
- Newtonia archboldi Delacour & Berlioz, 1931 — Newtonie d'Archbold
- Newtonia brunneicauda (Newton, A, 1863) — Newtonie commune
  - Newtonia brunneicauda brunneicauda (Newton, A, 1863)
  - Newtonia brunneicauda monticola Salomonsen, 1934
- Newtonia fanovanae Gyldenstolpe, 1933 — Newtonie à queue rouge, Newtonie de Fanovana